# Йоста Сандберг
Йоста Сандберг (швед. Gösta Sandberg, нар. 6 серпня 1932, Кнівста — пом. 27 квітня 2006) — шведський футболіст, що грав на позиції нападника. По завершенні ігрової кар'єри — тренер. Найкращий шведський футболіст 1956 року. Також грав на професійному рівні у хокей з шайбою та з м'ячем.

## Клубна кар'єра
У дорослому футболі дебютував 1951 року виступами за команду клубу «Юргорден», кольори якої і захищав протягом усієї своєї кар'єри гравця, що тривала шістнадцять років. Більшість часу, проведеного у складі «Юргордена», був основним гравцем атакувальної ланки команди.

## Виступи за збірну
1951 року дебютував в офіційних матчах у складі національної збірної Швеції. Протягом кар'єри у національній команді, яка тривала 11 років, провів у формі головної команди країни 52 матчі, забивши 10 голів.
У складі збірної був учасником футбольного турніру на Олімпійських іграх 1952 року у Гельсінкі, на якому шведи здобули бронзові олімпійські нагороди.

## Кар'єра тренера
Розпочав тренерську кар'єру, ще продовжуючи грати на полі, 1959 року, очоливши тренерський штаб клубу «Броммапойкарна», пропрацював з цією командою до 1961 року, згодом знову очолював її протягом 1972–1978 років.
Також був головним тренером свого «рідного» «Юргордена», у 1967–1971 роках та частину 1979 року.
Помер 27 квітня 2006 року на 74-му році життя.

## Титули і досягнення
- Бронзовий олімпійський призер: 1952
- Найкращий шведський футболіст року (1):

1956